# 沃爾納特格羅夫 (阿肯色州波普縣)
沃爾納特格羅夫（英語：Walnut Grove）是位於美國阿肯色州波普縣的一個非建制地區。該地的面積和人口皆未知。

## 地理
沃爾納特格羅夫的座標為35°28′29″N 92°56′21″W / 35.47472°N 92.93917°W，而該地的平均海拔高度為215米（即705英尺）。